# Merlo (Buenos Aires)
Merlo ist die Hauptstadt des gleichnamigen Partidos in Gran Buenos Aires. Sie hat 527.658 Einwohner (INDEC von 2010).

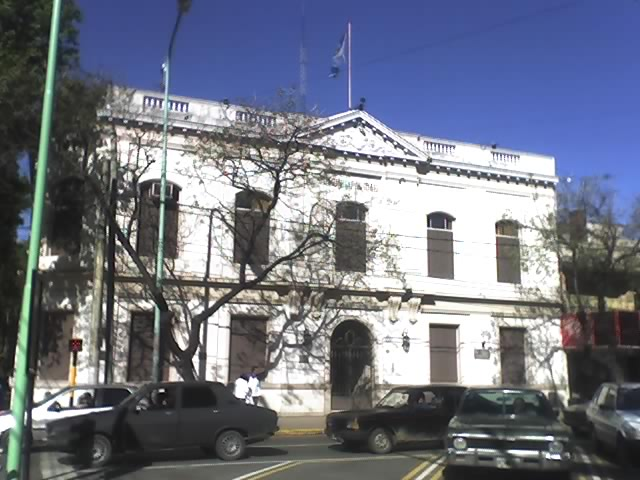
Rathaus von Merlo

Die Stadt wurde am 28. August 1755 von dem Namensgeber Francisco de Merlo gegründet und 1859 von Juan Dillon wieder aufgebaut. Merlo ist heute unterteilt in das Zentrum rund um den Bahnhof, das auch Wohnviertel für die Mittelschicht ist, und die Barrios der unteren Bevölkerungsschicht entlang dem Rio Reconquista. Das Verwaltungs- und Geschäftszentrum befindet sich an der Avenida del Libertador General San Martín. Sie reicht über sieben Querstraßen vom Bahnhof bis zum Historischen Distrikt und ist gekennzeichnet durch Bäume und niedrige Bebauung.

## Geschichte

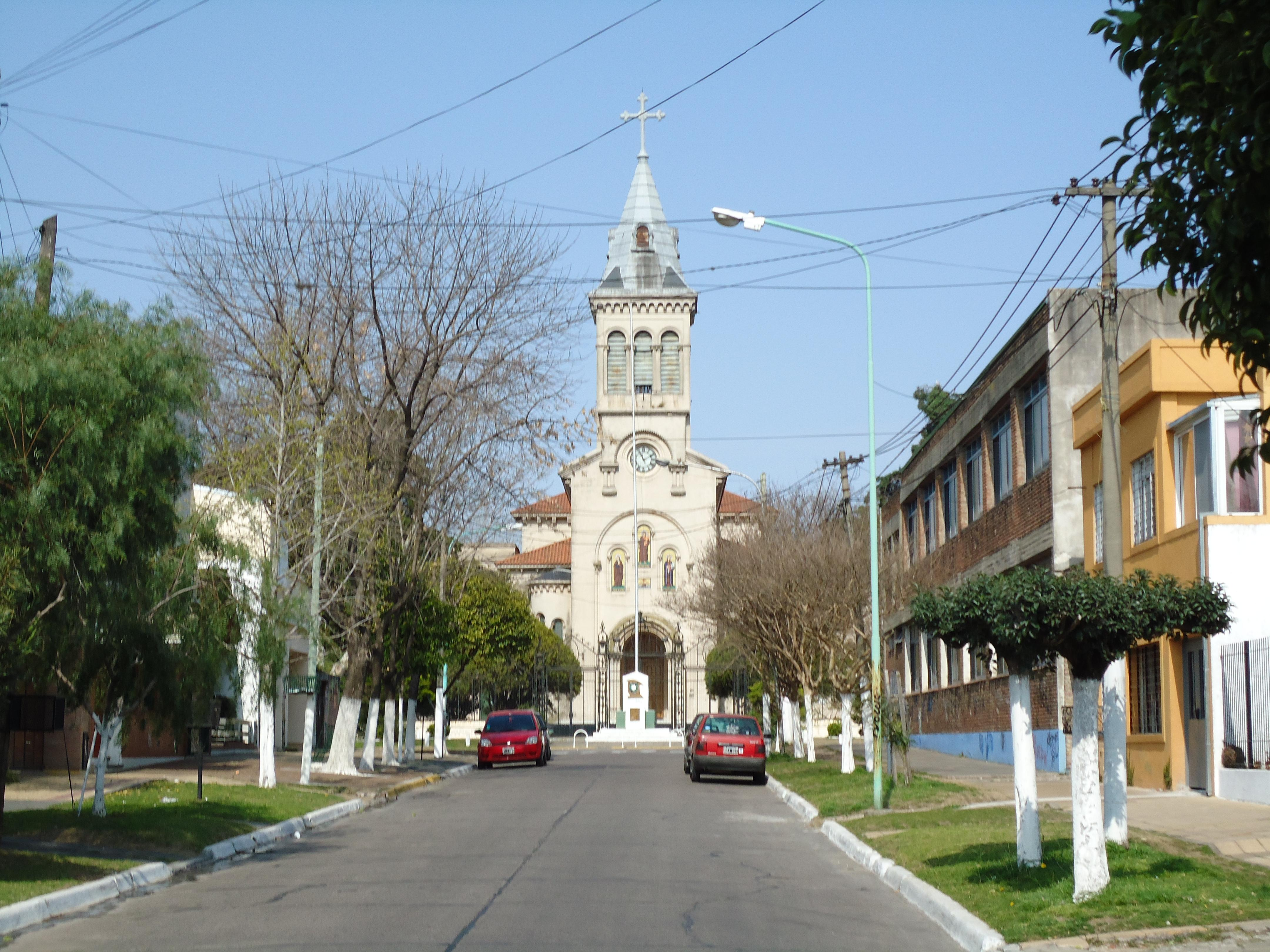
Merlo, Kirche San Antonio

Die Stadt hieß zunächst Villa San Antonio del Camino und war eine Ansammlung von Häusern rund um die Estancia des Spaniers Francisco de Merlo, ca. 35 km von Buenos Aires entfernt an der Straße nach Lima. Merlo bot jedem, der bereit war sich in der neuen Stadt niederzulassen, freies Land an. 24 Familien mit insgesamt 111 Mitgliedern nahmen dieses Angebot an. Nach Merlos Tod am 4. April 1758 wurde das Land zwischen den Erben aufgeteilt und an verschiedene private Investoren verkauft. 1776 wurde ein kirchliches Hospiz für die Armen der Region erbaut, gegen 1810 geriet der Ort jedoch in Vergessenheit, da keine wichtige Straße mehr vorbeiführte und bereits Jahre zuvor die Kirchengemeinde nach Morón verlegt wurde. Mitte des Jahrhunderts ging es für den Ort wieder aufwärts, als die geplante Bahnlinie nach Moreno über Merlo führen sollte. Das dafür benötigte Land gehörte Manuela Calderón de Pearson, deren Sohn Juan Dillon eine Chance sah, Geld mit dem Verkauf des Landes zu verdienen. 1859 beauftragte Dillon den Architekten und Ingenieur Pedro Benoit mit dem Entwurf einer neuen, im Schachbrettmuster angelegten Stadt, inklusive eines Rathauses, breiten Straßen, einer Schule und einer Kirche. Am 11. August 1859 wurde der Bahnhof eröffnet, heute das älteste Gebäude der Stadt.
Bevölkerungsentwicklung der Stadt
| Jahr | Einwohnerzahl |
| ---- | ------------- |
| 1980 | 292.587       |
| 1991 | 390.858       |
| 2001 | 469.985       |
| 2010 | 527.658       |

## Söhne und Töchter der Stadt
- Víctor Mercante (1870–1934), Pädagoge und Schriftsteller
- Marcelo Daniel Gallardo (* 1976), Fußballspieler
- Pablo Brandán (* 1983), Fußballspieler
- Maximiliano Díaz (* 1988), Leichtathlet
- Luis Acuña (* 1989), Fußballspieler
- Lautaro Baeza (* 1990), Fußballspieler
- Nicolás Kicker (* 1992), Tennisspieler
- Eliana Stábile (* 1993), Fußballspielerin
- Federico Agustín Gómez (* 1996), Tennisspieler
- Emanuel Mammana (* 1996), Fußballspieler